# کوکوو
کوکوو (آلمانی: Kokowääh) فیلمی در ژانر کمدی به کارگردانی تیل شوایگر است که در سال ۲۰۱۱ منتشر شد.

## بازیگران
- تیل شوایگر
- اما تایگر شوایگر
- ساموئل فینتسی
- نومان اکار
- سونکه مورینگ
- لونا شوایگر
- کاتارینا تالباخ